# Элваш
Элваш (порт.  Elvas; ['ɛɫvɐʃ]) — город в Португалии, центр одноимённого муниципалитета в составе округа Порталегре.
Численность населения — 15,5 тыс. жителей (город), 22,5 тыс. жителей (муниципалитет). Город и муниципалитет входит в экономико-статистический регион Алентежу и субрегион Алту-Алентежу. По старому административному делению входил в провинцию Алту-Алентежу.

## Расположение
Город расположен в 59 км юго-восточнее города Порталегре.
Муниципалитет граничит:
- на севере — муниципалитет Арроншеш
- на северо-востоке — муниципалитет Кампу-Майор
- на юго-востоке — Испания
- на юге — муниципалитеты Аландроал, Вила-Висоза
- на западе — муниципалитеты Борба, Монфорте

## Население
| Население муниципалитета Элваш (1801—2004) | Население муниципалитета Элваш (1801—2004) | Население муниципалитета Элваш (1801—2004) | Население муниципалитета Элваш (1801—2004) | Население муниципалитета Элваш (1801—2004) | Население муниципалитета Элваш (1801—2004) | Население муниципалитета Элваш (1801—2004) | Население муниципалитета Элваш (1801—2004) | Население муниципалитета Элваш (1801—2004) |
| ------------------------------------------ | ------------------------------------------ | ------------------------------------------ | ------------------------------------------ | ------------------------------------------ | ------------------------------------------ | ------------------------------------------ | ------------------------------------------ | ------------------------------------------ |
| 1801                                       | 1849                                       | 1900                                       | 1930                                       | 1960                                       | 1981                                       | 1991                                       | 2001                                       | 2004                                       |
| 16 963                                     | 15 425                                     | 21 548                                     | 24 711                                     | 28 562                                     | 24 981                                     | 24 474                                     | 23 361                                     | 22 691                                     |

## История и архитектура
Город основан в 1229 году. В Новое время был укреплён как гарнизонная цитадель на границе с Испанией по последнему слову фортификационной науки (голландская школа).
В центре города сохранились многочисленные казармы, а также грандиозный акведук. Образцовая для своего времени бастионная система укреплений Элваша была в 2012 г. объявлена ЮНЕСКО памятником Всемирного наследия.

## Уроженцы
- Алмейда, Антонио Фигуэйра — португальский военный и филэллин, участник Освободительной войны Греции 1821—1829 гг.

## Достопримечательности
- Носса-Сеньора-да-Граса — старинная крепость на высоком холме к северу от центра города.

## Районы
| Фрегезии (районы) муниципалитета Элваш | Фрегезии (районы) муниципалитета Элваш | Фрегезии (районы) муниципалитета Элваш | Фрегезии (районы) муниципалитета Элваш | Фрегезии (районы) муниципалитета Элваш | Фрегезии (районы) муниципалитета Элваш | Фрегезии (районы) муниципалитета Элваш |
| -------------------------------------- | -------------------------------------- | -------------------------------------- | -------------------------------------- | -------------------------------------- | -------------------------------------- | -------------------------------------- |
| №                                      | Наименование                           | Оригинальное наименование              | Кол-во жителей чел.(2001)              | Территория км²                         | Плотность чел./км²                     | Почтовый индекс                        |
| 1                                      | Ажуда, Салвадор и Санту-Илдефонсу      | Ajuda, Salvador e Santo Ildefonso      | 1494                                   | 91,06                                  | 16,41                                  | 7350-000 ELVAS                         |
| 2                                      | Алкасова                               | Alcáçova                               | 2305                                   | 9,22                                   | 250                                    | 7350-000 ELVAS                         |
| 3                                      | Ассунсан                               | Assunção                               | 7927                                   | 8,04                                   | 985,95                                 | 7350-000 ELVAS                         |
| 4                                      | Барбасена                              | Barbacena                              | 777                                    | 31,16                                  | 24,94                                  | 7350-000 BARBACENA                     |
| 5                                      | Кайа-и-Сан-Педру                       | Caia e São Pedro                       | 3779                                   | 94,31                                  | 40,07                                  | 7350-000 ELVAS                         |
| 6                                      | Санта-Эулалия                          | Santa Eulália                          | 1334                                   | 98,63                                  | 13,53                                  | 7350-000 SANTA EULALIA ELVAS           |
| 7                                      | Сан-Браш-и-Сан-Лоренсу                 | São Brás e São Lourenço                | 1946                                   | 47,57                                  | 40,91                                  | 7350-000 SAO BRAS E SAO LOURENCO       |
| 8                                      | Сан-Висенте-и-Вентоза                  | São Vicente e Ventosa                  | 808                                    | 101,53                                 | 7,96                                   | 7350-000 SAO VICENTE E VENTOSA         |
| 9                                      | Терружен                               | Terrugem                               | 1307                                   | 72,71                                  | 17,98                                  | 7350-000 TERRUGEM ELVAS                |
| 10                                     | Вила-Бойн                              | Vila Boim                              | 1331                                   | 25,54                                  | 52,11                                  | 7350-000 VILA BOIM                     |
| 11                                     | Вила-Фернанду                          | Vila Fernando                          | 353                                    | 51,27                                  | 6,89                                   | 7350-000 VILA FERNANDO ELVAS           |